# Tempête sur Cape Cod
Pour les articles homonymes, voir Tempête (homonymie).
Tempête sur Cape Cod (Wrecked) est un roman policier de Carol Higgins Clark, publié en 2010. L'auteure signe ce livre conjointement avec le personnage de l'enquêtrice Regan Reilly, célèbre détective, et sa fille, Nora Reilly, une romancière réputée de roman policier.